# Мицуя, Юдзи
Юдзи Мицуя (яп. 三ツ矢 雄二 Мицуя Ю:дзи, родился 18 октября 1954 года в Нагое, Айти, Япония) — актёр, сэйю, работающий на «Bring Up». Окончил университет Мэйдзи.
Наиболее известен своими ролями в «Touch» (Тацуя Уэсуги), «Combattler V» (Хёма Аои), «Kiteretsu Daihyakka» (Кодзи Тогари) и в телевизионной версии японского дубляжа трилогии Назад в будущее (Марти).

## Роли
- Combattler V Хёма Аои
- Dragon Ball Z Грегори, Супреме Кай
- Hiatari Ryoukou! Юсаку Такасуги
- Kingdom Hearts доктор Финклештейн
- Kingdom Hearts II Тимон
- Kiteretsu Daihyakka Кодзи Тогари
- Legend of the Galactic Heroes Генрих фон Кумель
- Mamono Hunter Yohko Мадока Мано
- Ranma ½ доктор Тофу Оно
- Saint Seiya Вирго Сяка, Лира Орфеус Бенетнаш Ета Миме
- Time Travel Tondekeman Хаято Синдо
- Touch Тацуя Уэсуги
- One Piece Пика